# Glacera del Besiberri
La glacera del Besiberri és una glacera de roca pirinenca situada al municipi de Vilaller, a la comarca de l'Alta Ribagorça. Amb una superfície de 6 ha i una llargada màxima de 735 metres, és l'única glacera de Catalunya. La glacera es troba al vessant nord-oest del Besiberri Sud (3.023 m).
La glacera, igual que totes les glaceres pirinenques, es troba en recessió, encara que molt menys agressiva comparat amb d'altres glaceres de la zona.

## Descripció geogràfica
El massís del Besiberri, en què s'enclava aquesta glacera està constituït per la granodiorita de la Maladeta i entallat vigorosament en circs segons les principals pautes morfo-tectòniques. D'això i d'una brusca elevació en surt una aresta-eix dominant, de direcció N-S, estesa més de dos km sobre els 2.900 m d'altitud i amb més de 1.500 m de desnivell sobre la immediata vall de la Noguera Ribagorçana, aconseguint el seu punt màxim a 3.030 m al pic meridional. Immediat a aquest i obert al nord-oest s'obre el circ occidental, trobat entre parets escarpades i fracturades, amb 450 m de desnivell. Allí s'hi troba una forma ben dibuixada de glacera rocosa amb llengua incipient, que tot just desborda aquest àmbit, i que en el contacte de la part superior amb els vessants enllaça amb les geleres i les erosions del fons del circ.
Malgrat estar localitzat a l'est de la Noguera Ribagorçana, aquest massís mostra encara una gelera activa a l'extrem oriental del glacialisme actual pirinenc. D'altra banda, la seva forma rocosa s'emparenta amb altres nombroses d'aquest mateix tipus, però també en altres sectors més occidentals i, en conseqüència, en millors condicions respecte a les precipitacions nivals. Les freqüents formes similars al Pirineu oriental, de diverses edats, semblen indicar, però, una tendència policrònica cap a aquesta morfologia en aquest sector de la serralada.